# Storskolten
Storskolten (norwegisch für Großer Hubbel) ist ein Nunatak im ostantarktischen Königin-Maud-Land. Im Gebirge Sør Rondane ragt er im Osten der Bleikskoltane auf.
Wissenschaftler des Norwegischen Polarinstituts benannten ihn 1988.